# Yoyogi

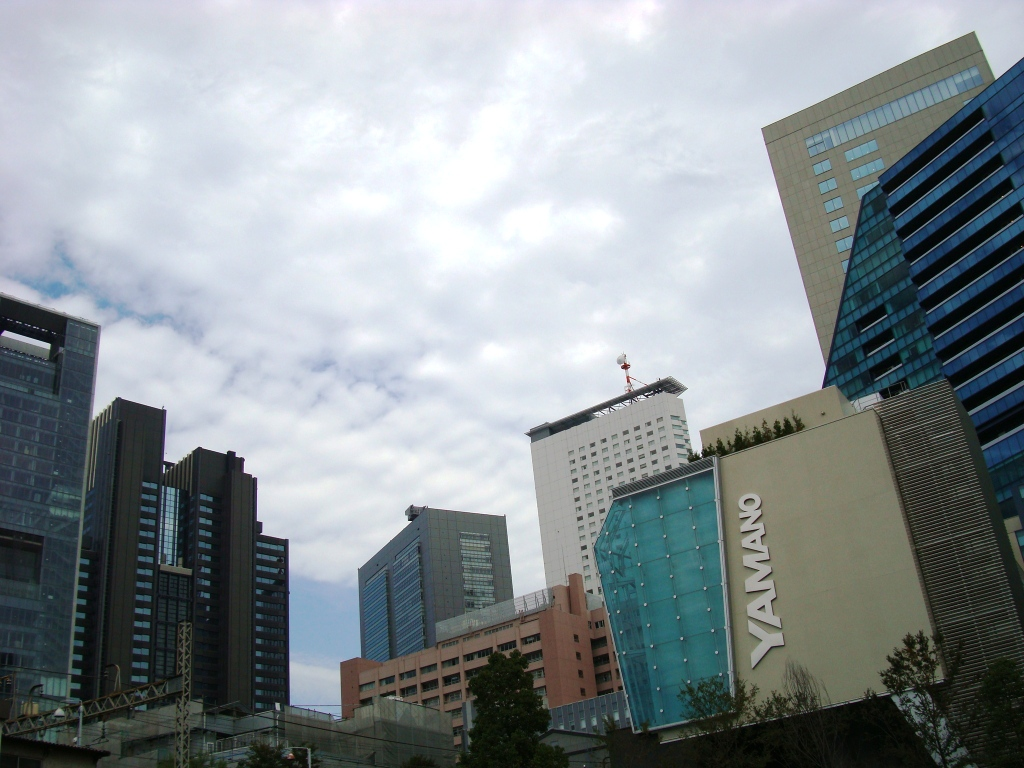
Grattacieli vicino alla stazione di Yoyogi

Yoyogi (代々木?) è un quartiere nella parte settentrionale di Shibuya, a Tokyo, Giappone.

## Geografia
L'area abbracciata da Yoyogi è definita tipicamente in due modi:
- Solo i cinque distretti (丁目?, chōme) di Yoyogi.
- L'ex villaggio di Yoyogi (代々木村?, -mura), corrispondente grosso modo all'area a sud della statale nazionale 20 (Kōshū-kaidō), a est della statale Tokyo 420, a nord dei distretti di Uehara e Tomigaya e ad ovest del santuario Meiji.

Questa definizione più ampia di Yoyogi è usata generalmente dai residenti e dal governo per fornire servizi come polizia, pompieri e poste.

## Caratteristiche
Yoyogi è composto da dieci distretti.
- Yoyogi 1-chōme (代々木一丁目?, -itchōme): sede del Seminario di Yoyogi della catena juku nonché di altre scuole preparatorie e istituti tecnici. Ci sono anche parecchie aziende che si rivolgono a chi usa la stazione di Yoyogi.
- Yoyogi 2-chōme (代々木二丁目?, -nichōme): il distretto dei grattacieli di Nishi-Shinjuku è direttamente a nord di quest'area. Ci sono numerosi uffici e negozi a causa della vicinanza dell'uscita della stazione di Shinjuku.
- Yoyogi 3-chōme (代々木三丁目?, -sanchōme): quest'area era chiamata un tempo Yamaya-chō (山谷町) ed è composta principalmente da case ed edifici con piccoli appartamenti.
- Yoyogi 4-chōme (代々木四丁目?, -yonchōme) e Yoyogi 5-chōme (代々木五丁目?, -gochōme): vicini al santuario Meiji e al parco Yoyogi, questi distretti sono tranquille aree residenziali con una topografia variegata.
- Yoyogi Kamizono-chō (代々木神園町?): questo distretto copre il santuario Meiji e il parco di Yoyogi; di conseguenza, ci sono pochi residenti effettivi.
- Moto-Yoyogi-chō (元代々木町?): vicino alle stazioni di Yoyogi-Hachiman e di Yoyogi-Uehara nonché a Yamate-dōri, questo distretto è una zona residenziale collinare.
- Uehara (上原?), Nishihara (西原?), Ōyamachō (大山町?): questi tre distretti insieme a Tomigaya sono spesso designati come "Yoyogi-Uehara".

## Trasporti

### Ferrovie
La stazione di Yoyogi (代々木駅?, -eki) è ubicata nella parte più orientale di Yoyogi a soli 700 metri a sud della stazione di Shinjuku. La stazione JR di Yoyogi ha due binari per le linee di Chūō-Sōbu e Yamanote. I binari per la linea metro della Toei Linea Ōedo sono ubicati sotto la strada metropolitana 414 di Tokyo a ovest della stazione JR. La stazione di Shinjuku (新宿駅?, -eki) si estende in parte anche a Yoyogi.
Le linee ferroviarie includono:
- Linea Yamanote, Linea Chūō-Sōbu: stazione di Yoyogi
- Toei Linea Ōedo: stazione di Yoyogi
- Linea Odakyū Odawara: stazione di Minami-Shinjuku, stazione di Sangūbashi, stazione di Yoyogi-Hachiman, stazione di Yoyogi-Uehara
- Linea Chiyoda: stazione di Yoyogi-Kōen, stazione di Yoyogi-Uehara
- Linea Keiō: stazione di Hatsudai

### Strade
- Strada nazionale 20 (Kōshū-kaidō (甲州街道?))
- Nishi-sandō (西参道?)
- Yoyogi-yamaya-dōri (代々木山谷通り?)
- Strada metropolina di Tokyo 413 (Inokashira-dōri (井ノ頭通り?))
- Strada metropolitana di Tokyo 317 (Yamate-dōri (山手通り?))
- Strada nazionale 4 (Autostrada di Shuto) - Strada nazionale di Shinjuku ( (首都高4号新宿線?))

## Parco Yoyogi

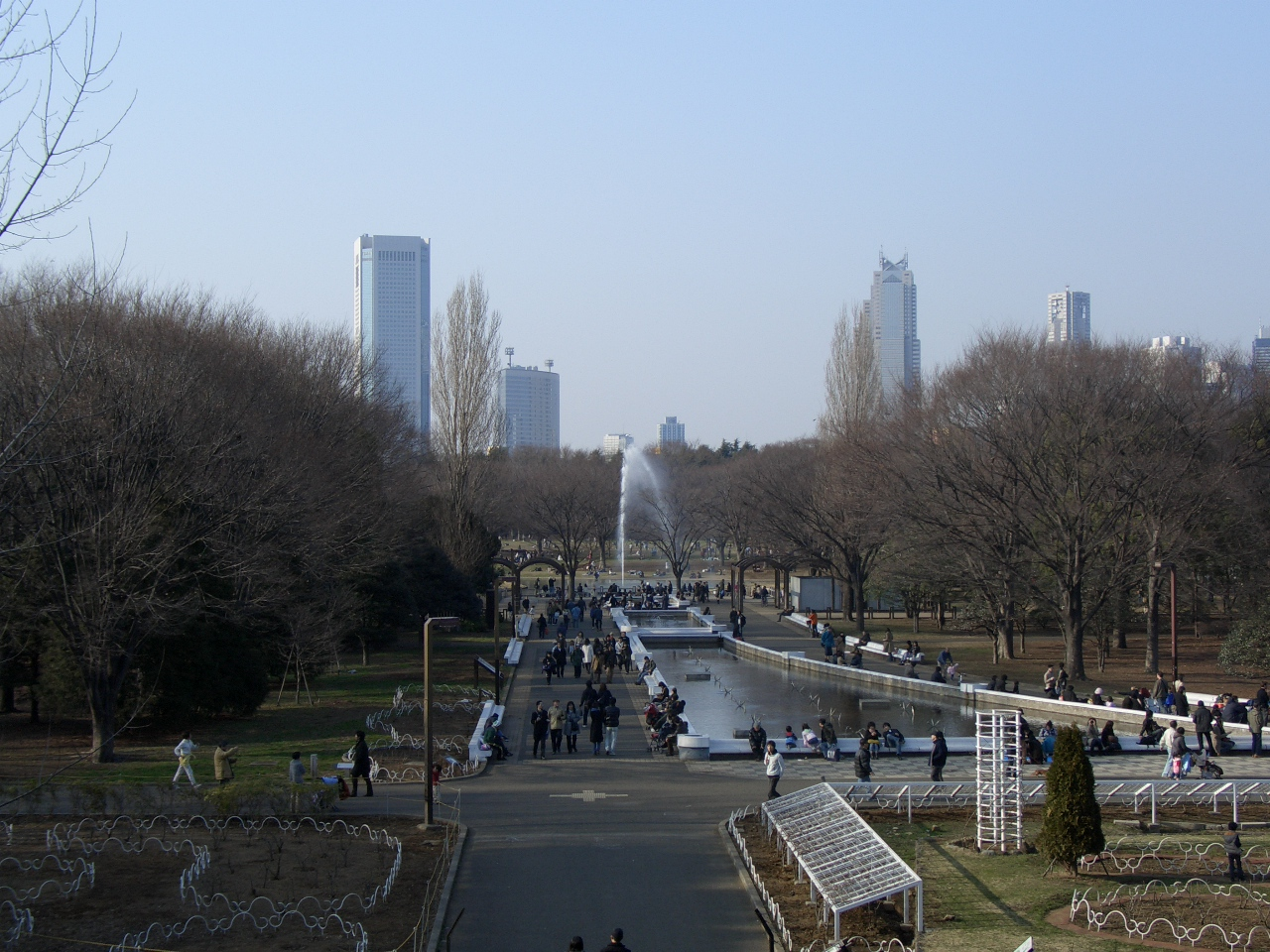
Parco di Yoyogi

Il parco di Yoyogi è uno dei più grandi parchi di Tokyo, ubicato nel centro di Shibuya direttamente a sud del santuario Meiji. Negli anni precedenti alla sua istituzione come parco pubblico, il sito del parco venne utilizzato come sede per il primo volo riuscito di un aeroplano a motore in Giappone, come campo per parate militari, come installazione militare statunitense dopo la Seconda guerra mondiale e come sede per le cerimonie d'apertura delle Olimpiadi di Tokyo del 1964.

## Economia

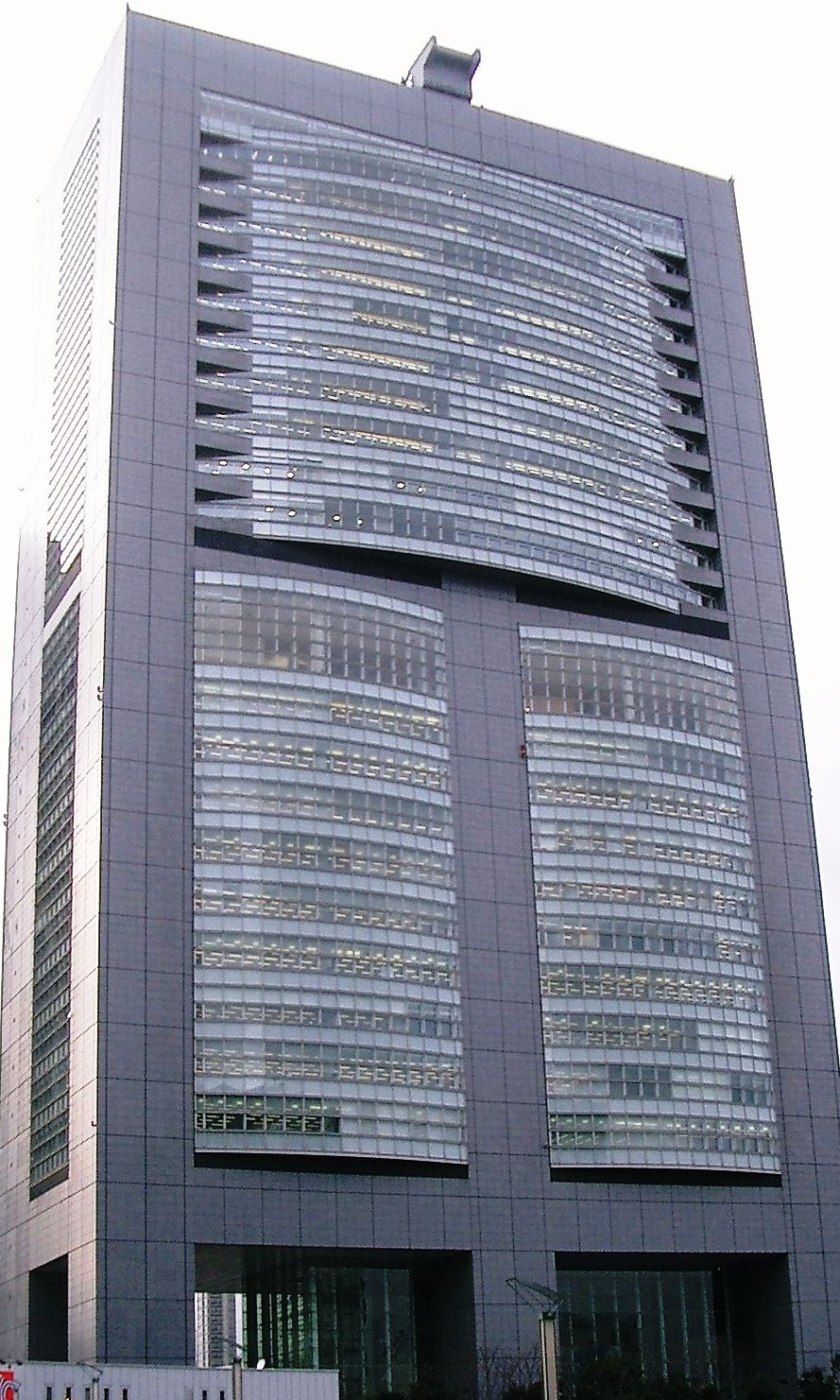
Sede della East Japan Railway Company

La East Japan Railway Company ha la sua sede a Yoyogi. La Square Enix e la sussidiaria subsidiary Taito Corporation condividono lo Shinjuku Bunka Quint Building di Yoyogi. La Square Enix non ha più la sede qui, ma nella stazione di Higashi-Shinjuku.